# Tom et Lola (film)
Pour plus de détails, voir Fiche technique et Distribution.
Tom et Lola est un film français réalisé par Bertrand Arthuys, sorti en 1990.

## Synopsis
Tom et Lola sont deux enfants-bulle de 9 ans, qui, depuis leur naissance, sont coupés du monde à cause de leur déficience immunitaire. Ils vivent nus, sans cheveux, dans deux bulles de plastique, entourés de l'affection de leur entourage, et attendant désespérément un remède à leur maladie. Cependant, ils construisent ensemble un monde onirique, communiquent avec un code secret et décident un jour, profitant de circonstances favorables, de réaliser leur rêve, atteindre l'Alaska où l'air est si pur qu'ils n'auront plus peur des microbes. Ils s'enfuient donc un soir de l'hôpital et commencent leur aventure merveilleuse pleine de péripéties.

## Fiche technique
- Pays :  France
- Réalisateur et scénariste : Bertrand Arthuys
- Scénaristes : Christian de Chalonge, Muriel Téodori
- Musique : Christophe Arthuys
- Producteurs : Alain Belmondo, Gérard Crosnier
- Durée : 97 min.
- Couleur : Eastmancolor
- Lieux de tournage : Studios Éclair, Épinay-sur-Seine
- Production : Caroline Productions

## Distribution
- Cécile Magnet : Hélène, l'infirmière
- Marc Berman : Le professeur Vaneau
- Catherine Frot  : Catherine, la mère de Tom
- Celian Varini : Robert, un autre enfant de l'hôpital
- Neil Stubbs : Tom
- Melodie Collin : Lola

## Autour du film
- Tom et Lola est aussi le nom d'une méthode d'apprentissage de la lecture.
- Le film a été édité en cassette VHS par la société Fil à Film en 1996.